# Yanel CMS
Yanel es un sistema de gestión de contenidos marco de administración de contenido basado en Java XML y código abierto con interfaces versionadas como aproximación a proporcionar compatibilidad hacia atrás en todo momento y por lo tanto reemplazando el enfoque clásico de publicaciones periódicas por desarrollo de software continuo.
Yanel originalmente fue creado por Michael Wechner en 2006, mientras que el nombre Yanel es un anagrama del nombre Lenya, debido a que Michael fue el desarrollador original de Apache Lenya.
Yanel es el primer sistema de administración de contenido que no tiene ya lanzamientos y se puede implementar continuamente debido a su arquitectura única de utilizar interfaces con versiones.